# 이달래
이달래(1988년 12월 5일 ~ )는 대한민국의 여성 성우다. 2021년 CJ ENM 성우극회 11기로 데뷔했다.

## 출연작

### 2021년
- 도깨비언덕에 왜 왔니? - 가형, 담임 선생님, 영선, 어린 시랑
- 명탐정 코난 19기 - 홍민주(5화), 여자 3(6화), 박미영(8화), 탁미경(14~15화), 고정미(24~26화)
- 방과후 트레저헌팅 - 남자 아이3
- 뱀파이어소녀 달자
- 신비아파트 시리즈
- 신비아파트 고스트볼Z: 어둠의 퇴마사 - 세정, 윤수 엄마, 김윤영, 망부각시, 귀부인 인형, 어린 유정의 아버지, 운전자, 혜미, 아이2, 좀비, 조선시대의 여성 원혼
- GHOST 무서 WAR 시즌 2 - 양아치, 똥머리 여사친, 강슬기, 이지니의 어머니, 강주 할머니
- 웰컴투 정글스쿨 - 견귀엽, 강아지, 양아리, 남늘보
- 짱구는 못말려 6기 재더빙(더 비기닝) - 각종 단역
- 짱구는 못말려 21기 - 각종 단역

### 2022년
- 명탐정 코난 20기 - 양시원(1~4화), 한도애(7화), 마해리(11~12화), 미나(18화), 김옥희(19화), 창포(27화)
- 뱀파이어소녀 달자
- 신비아파트 시리즈
- 신비아파트 고스트볼Z: 귀도퇴마사 - 쇄웅귀 / 다롱이, 할머니, 연주 엄마, 상훈, 보미, 바람 웬디쇄웅귀, 한결, 지하철 안내방송, 구두리 반 친구
- 신비아파트 스페셜: 다시 만난 철궁이와 철원 월정리의 전설 - 철범귀의 딸
- GHOST 무서 WAR 시즌 3 - 녹수귀, 환마귀, 남자아이, 귀신, 배규, 복제인, 친구1, 미주(선배), 희정, 친구2, 장영은
- 안녕! 보노보노 8기 - 오르 부하, 엄마 생쥐
- 퍼피 구조대 8기
- 토마스와 친구들: 함께 달리자! - 니아
- 짱구는 못말려 22기 - 각종 단역
- 요괴워치 음표

### 2023년
- 네모바지 스폰지밥 시즌 13 - 노토도리스 외 각종 단역
- 명탐정 코난 21기 - 추삼숙(1~2화), 로드매니저(4화), 천수미(9화), 엄지수(26화), 은수련(27~29화), 강다미(33화)
- 신비아파트 시리즈
- 신비아파트 고스트볼 ZERO - 효민 엄마, 수강생1, 고윤미, 현정, 임승환, 하늘도깨비
- 신비아파트 고스트볼 ZERO: 두 번째 이야기 - 민서, 여자 앵커, 최지선, 연지 엄마, 재준, 간호사, 스키장 여직원, 남준, 여자 아이 1, 뉴스 기자, 사람들
- 신비아파트 스페셜: 철궁이와 철원 히어로즈 한탄강의 전설 - 고우란
- 올리의 신비한 몬스터 가방 - 준
- 안녕! 보노보노 9기 - 란, 여행자양
- 짱구는 못말려 23기 - 어린 봉미선 외 각종 단역

### 2024년
- 링컨의 집에서 살아남기 집에서 놀자 스페셜 - 카를리토스, 니키 외 단역
- 명탐정 코난 22기 - 어린 천용일(8~9화), 김승이(13화), 서가혜(23화), 채수미(24화), 큐티 미미(25화)
- 명탐정 코난 재더빙 1기 - 박민준(8화)
- 안녕! 보노보노 10기 - 빛나
- 짱구는 못말려 24기 - 각종 단역
- 장송의 프리렌 - 어린 전사 고릴라
- 신비아파트 2단지 - 재영, 달래, 이현아, 엄마, 도도깨비, 선생님, 리아 친구 2, 연근 알림음, 연근 희망 여성 3, 빵점 학생 / 마법소녀 물리
- 히어로 인사이드 - 파이어헤드
- 킹 트위티(카툰 네트워크) - 이자
- 스파이디, 그리고 놀라운 친구들 - 문 걸

### 2025년
- 명탐정 코난 재더빙 1기 - 혜리(13화), 홍수철(14화), 이정미(43~44화), 이한솔(48화)
- 귀멸의 칼날 - 손 혈귀의 형
- 링컨의 집에서 살아남기 6기 - 태미, 에멀린
- 짱구는 못말려 25기 - 오나무

### 극장판 애니메이션
- 극장판 명탐정 코난 시리즈
- 명탐정 코난: 흑철의 어영 - 여점원
- 극장판 짱구는 못말려 시리즈
- 극장판 짱구는 못말려: 격돌! 낙서왕국과 얼추 네 명의 용사들 - 낙서 외 다수 배역
- 극장판 짱구는 못말려: 수수께끼! 꽃피는 천하떡잎학교 - 매점아줌마 외 다수 배역
- 극장판 짱구는 못말려: 동물소환 닌자 배꼽수비대 - 바람엄마, 의사
- 신차원! 짱구는 못말려 더 무비: 초능력 대결전 ~ 날아라 수제김밥~ - 준호
- 미스터 로봇 - 로봇 엔젤 2, RCC 대원 3, 맥스 소개 목소리, 간호사, 속보 아나운서, 행인 4
- 배드 가이즈 2 - 미스티 루긴스
- 신비아파트 시리즈/극장판 및 특별판
- 신비아파트 특별판: 빛의 뱀파이어와 어둠의 아이(TVING) - 남자 아이
- 신비아파트 극장판 차원도깨비와 7개의 세계 - 남자 아이
- 신비아파트 특별판: 조선퇴마실록(TVING) - 궁녀, 평안대감집 아이, 빨간머리 각귀, 입질생이

### 오디오 드라마
- 연애제한구역 (야해) - 이은하 외
- 연심계획 (야해) - 제우 할머니
- 엔네아드 (ACO) - 테프누트, 누트, 어린 호루스
- 소원을 말해봐 (ACO) - 어린단환
- 던전에서 BL이라니?! (야해) - 차세라 외

### 방송
- tv'N O'PENing <목소리를 구분하는 방법> - 특별 출연

### 게임
- 던전 앤 파이터 - 포공영 단델
- 데스티니 차일드 - 아르미드
- 리메멘토 - 하얀 그림자 - 버니스
- 명일방주 - 레토
- 블루 아카이브 - 오마가리 하레, 스미 세리나
- 승리의 여신: 니케 - 차임
- 아우터플레인 - 타마모노마에
- 영웅전설: 가가브 트릴로지 - 크리스
- 원신 - 방랑자 pv의 아이, 완지루
- 쿠키런 모험의 탑 - 알사탕맛 쿠키
- 쿠키런: 킹덤 - 치즈버거부기, 파티장에서 춤추는 쿠키2, 골드치즈 왕국 국민 쿠키1, 시중드는 쿠키1, 하얀검은용
- 파이널판타지14 - 우크라마트